# Meg Wolitzer

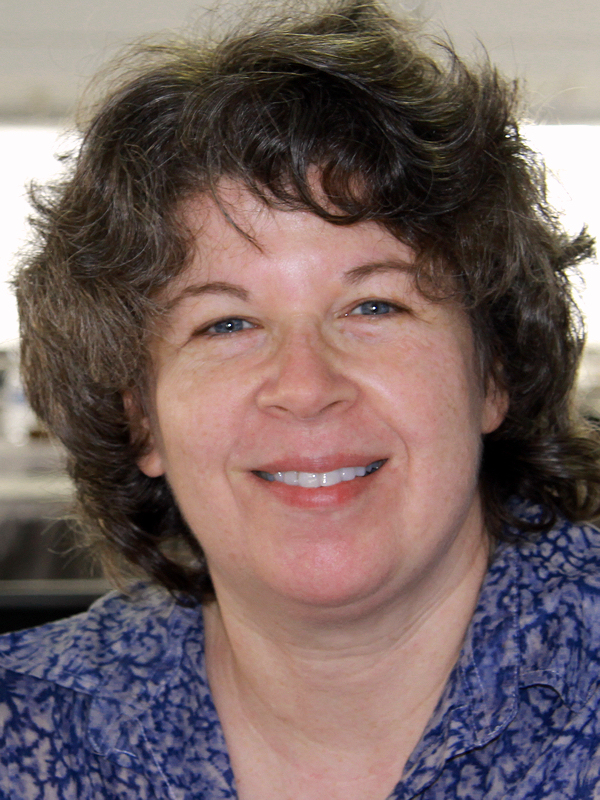
Meg Wolitzer (2011)

Meg Wolitzer (geboren 28. Mai 1959 in Long Island, New York) ist eine US-amerikanische Autorin.

## Leben
Meg Wolitzer ist die Tochter der Autorin Hilma Wolitzer. Sie studierte Kreatives Schreiben am Smith College und an der Brown University und graduierte 1981. Sie ist mit dem Autor Richard Panek verheiratet und hat zwei Söhne. Sie lebt in New York City.
Wolitzer begann mit dem Schreiben während ihres Studiums und veröffentlichte 1982 ihren ersten Roman.
Sie unterrichtete Kreatives Schreiben an der University of Iowa und am Skidmore College. Vier ihrer Bücher (This Is Your Life, Surrender, Dorothy, The Interestings und The Wife) wurden verfilmt.
Wolitzer resümierte 2012 in einem Essay für die Sunday Book Review der New York Times den Status des weiblichen Schreibens: Die Bücher der Schriftstellerinnen würden im Buchhandel stets auf dem zweiten Regal (second shelf) für die nicht so wichtigen Neuerscheinungen platziert, die Verlage hätten sie schon mit Bucheinbänden dekoriert, die sie als Chick lit einordnen würden.
Der Essay wurde für Wolitzer auch zum Programm für ihre eigene Arbeit: Mit The Interestings veröffentlichte sie 2013 einen Roman, der in Inhalt und Umfang an die Tradition der Great American Novel, des großen amerikanischen Gesellschaftsromans anknüpft: „Es ist das Buch, das ich wirklich schreiben wollte […] und ich habe tief Luft geholt und es getan. […] Ich habe versucht, größere Gewichte zu heben.“ Der Roman erhielt viel Lob von der Kritik und markierte einen Durchbruch sowohl für die Popularität Meg Wolitzers als auch für ihre Reputation als ernsthafte Schriftstellerin.
2015 war sie Jurymitglied der Auszeichnung Das außergewöhnliche Buch des Kinder- und Jugendprogramms des Internationalen Literaturfestivals Berlin.

## Werke (Auswahl)
- The Female Persuasion. London : Chatto & Windus, 2018.
  - Das weibliche Prinzip. Roman. Aus dem amerikanischen Englisch von Henning Ahrens. DuMont, Köln 2018, ISBN 978-3-8321-9898-5.
- Belzhar (2014).
  - Was uns bleibt ist jetzt. Übersetzung Petra Koob-Pawis, München : Cbt, 2015, ISBN 978-3-570-16294-1.
- The Interestings (2013).
  - Die Interessanten. Aus dem amerikanischen Englisch von Werner Löcher-Lawrence. DuMont, Köln 2014, ISBN 978-3-8321-6339-6.
- The Uncoupling (2011).
- The Ten-Year Nap (2008)
  - Die Zehnjahrespause. Aus dem Englischen von Michaela Grabinger. DuMont, Köln 2019, ISBN 978-3-8321-8107-9.
- The Position (2005).
  - Die Stellung. Aus dem amerikanischen Englisch von Werner Löcher-Lawrence. DuMont, Köln 2015.
- The Wife (2003).
  - Die Ehefrau. Aus dem amerikanischen Englisch von Stephan Kleiner. DuMont, Köln 2017, ISBN 978-3-8321-6432-4.
- Surrender, Dorothy (1998).
  - Saras Freunde. Roman. Aus dem amerikanischen Englisch von Charlotte Breuer. Limes, München 1999.
- Friends for Life (1994).
  - Unzertrennlich. Roman. Dt. von Elke Link. Goldmann, München 1996.
- Nutcrackers: Devilishly Addictive Mind Twisters for the Insatiably Verbivorous (1991).
- This Is Your Life (1988).
- Hidden Pictures (1986).
- Sleepwalking (1982).

## Rezensionen
Kritikerstimmen zum Roman „Das weibliche Prinzip“:

„Mit 'Die Interessanten' schrieb sich Meg Wolitzer in die Herzen ihrer Leser. Jetzt hat sie erneut einen glänzenden Gesellschaftsroman geschrieben, der vom Feminismus auf Wolitzers unnachahmliche Weise erzählt: empathisch, witzig und hautnah dran.“

„Es ist ein sanfter Roman. Er fließt angenehm dahin, sympathisch und hochprofessionell erzählt ... Eine feministische Provokation ist das Buch nicht. Kein J’accuse , keine Streitschrift, sondern eher ein klug erzählter Rückblick auf einen langen Weg, dessen Ende nicht abzusehen ist.“

Kritiken zu weiteren Werken:
- Peter Aspden: Innocence lost. Financial Times, 3. August 2013, S. 10 (Rezension zu The Interestings)
- Liesl Schillinger: The Interestings (Review), New York Times, 19. April 2013